# Couille de mule
Pour les articles homonymes, voir Couille.

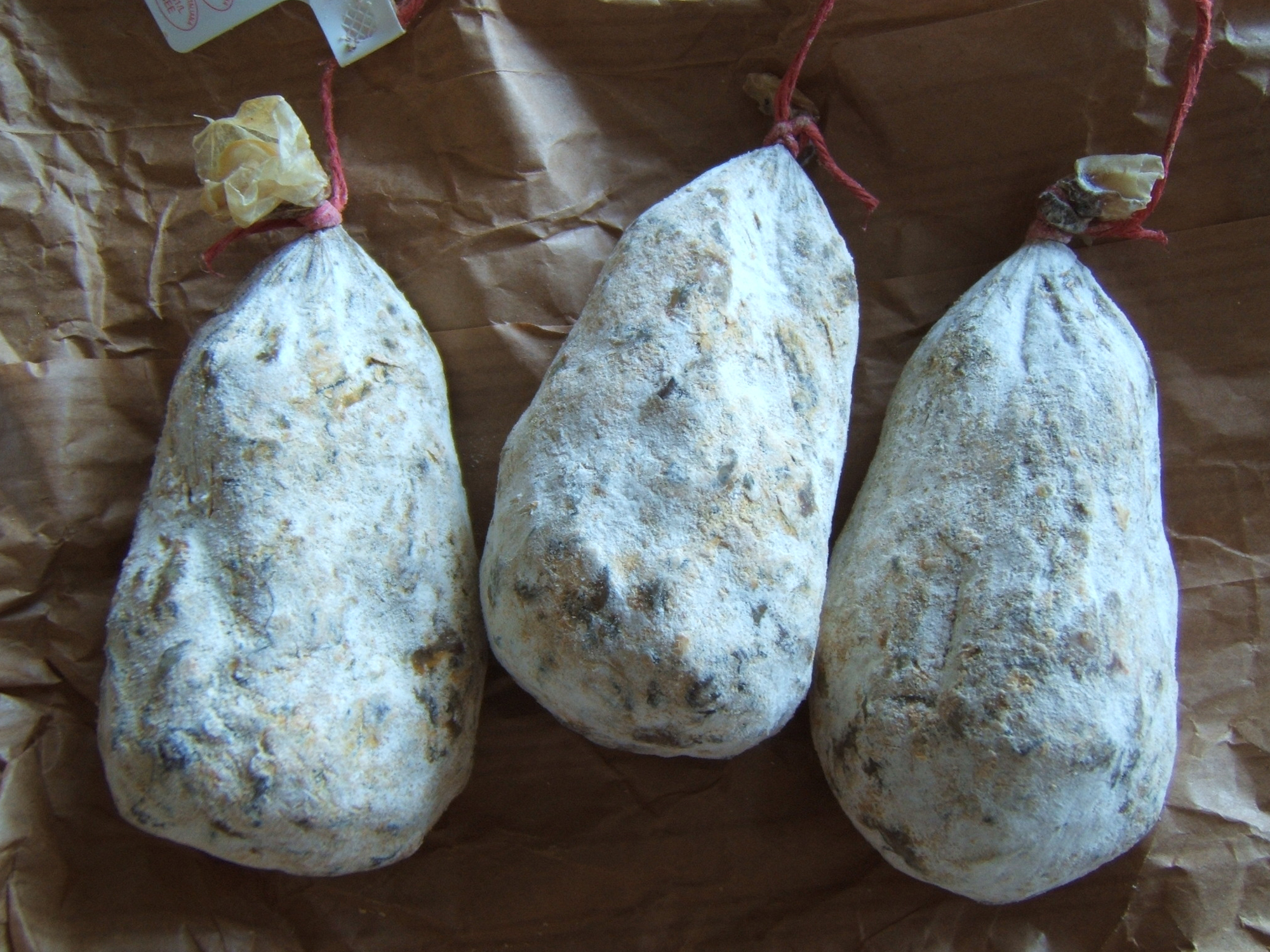
Trois couilles de mule.

La couille de mule (en italien : coglioni di mulo), dite aussi mortadelle de Campotosto, est un saucisson élaboré en quantité limitée sur le territoire de Campotosto dans les Abruzzes. Il fait partie des produits agroalimentaires traditionnels des Abruzzes.

## Histoire
La recette de la couille de mule date de plus de cinq cents ans, avec une continuité de fabrication jusqu'à aujourd'hui dans quelques ateliers agroalimentaires pour celles destinées au commerce.
La ville d'Amatrice revendique l'invention de la recette, car elle avait domination sur la ville de Campotosto et les villes voisines à l'époque médiévale,.

## Recette

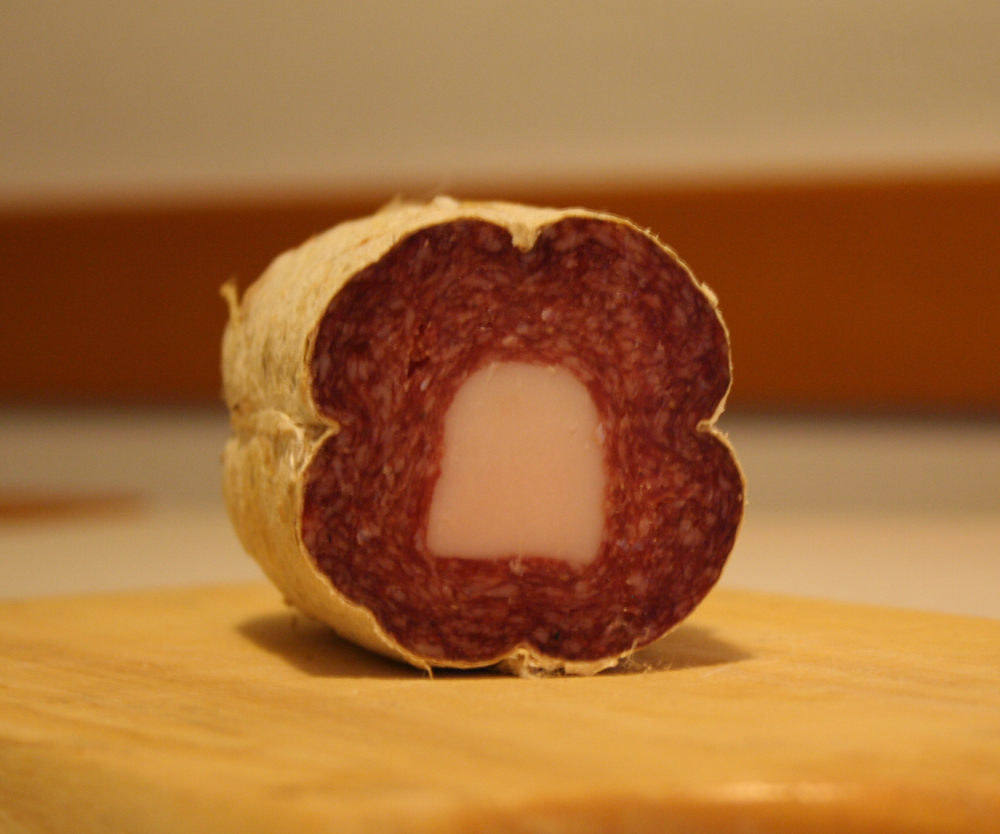
Couille de mule. Le saindoux est révélé lors de la coupe.

Le couille de mule est une transformation de viande de porcs élevés dans les monts de la Laga. Un morceau de saindoux est inséré dans toute la longueur du saucisson, ce qui donne une structure colorée particulière à la coupe : la tranche est rose avec un carré blanc au centre.
La viande de porc est hachée finement avec du sel, du poivre et du vin blanc, puis mise à maturer durant, au moins, vingt-quatre heures. La préparation est souvent relevée de cannelle et de clou de girofle.
La forme ovoïde du saucisson qui lui donne son appellation est obtenue manuellement en refermant le boyau au-dessus du hachis. Trois mois de séchage minimum sont requis. Une couille de mule fait traditionnellement 330 grammes.